# Ogygotingis
Ogygotingis is een geslacht van wantsen uit de familie van de Tingidae (Netwantsen). Het geslacht werd voor het eerst wetenschappelijk beschreven door Carl John Drake in 1948.

## Soorten
Het genus is monotypisch en bevat alleen de volgende soort:

- Ogygotingis insularis (China, 1924)